# Executioner (Band)
Executioner war eine US-amerikanische Thrash-Metal-Band aus Boston, Massachusetts, die im Jahr 1984 unter dem Namen Last Generation gegründet wurde und sich 1989 auflöste.

## Geschichte
Die Band wurde im Jahr 1984 von Sänger und Gitarrist Marc Johnson, Bassist und Sänger Ari Vianio und Schlagzeuger Dan Scannell unter dem Namen Last Generation gegründet. Nachdem sie die ersten Lieder entwickelt hatte, war die Band erstmals auf dem Sampler Speed Metal Hell mit dem Lied Victims of Evil zu hören. im selben Jahr erschien außerdem das Debütalbum In the Name of Metal über New Renaissance Records. Der Veröffentlichung schloss sich eine US-Tournee an, zusammen mit Voivod, Kreator, Saint Vitus und Dream Death. Auf dieser Tour war außerdem Seth Putnam als neuer Bassist vertreten. 1987 schloss sich das zweite Album Break the Silence an, wonach Putnam die Band wieder verließ, um Anal Cunt zu gründen. Auf Break the Silence waren vier Lieder enthalten, die bereits auf dem Debütalbum zu hören waren. Der Veröffentlichung folgten weitere Auftritte, sowie ein paar weitere Demos mit dem neuen Bassisten Tommy Flynn. Im Jahr 1989 löste sich die Band auf. Die bereits aufgenommenen Demos waren später auf der Kompilation The Storm After the Calm zu hören.

## Stil
Die Band spielte chaotischen Thrash Metal, wobei sowohl der Gesang, als auch das Spiel der Instrumente als schlecht beschrieben wird. Auch Götz Kühnemund vom Rock-Hard-Magazin verriss die Musik: Es sei ein völliges Rätsel, warum eine Band wie Executioner einen Plattenvertrag bekommen hätte, obwohl es bereits bessere Bands im Demostadium gebe. Die Titel der Alben werden als einfallslos bezeichnet und die Band solle mehr proben, anstatt LPs aufzunehmen.

## Diskografie
- 1985: Demo 1 (Demo, Eigenveröffentlichung)
- 1986: In the Name of Metal (Album, New Renaissance Records)
- 1987: Break the Silence (Album, New Renaissance Records)
- 1999: The Storm After the Calm (Kompilation, Wicked Loud Music)